# Distretto di Nuñoa
Il distretto di Nuñoa è uno dei nove distretti della provincia di Melgar, in Perù. Si trova nella regione di Puno e si estende su una superficie di 2.200,16 chilometri quadrati.

Ha per capitale la città di Nuñoa; nel censimento 2005 si contava una popolazione di 13.598 unità.